# Niedźwiada (województwo lubelskie)
Niedźwiada – wieś w Polsce położona na Wysoczyźnie Lubartowskiej, w województwie lubelskim, w powiecie lubartowskim, w gminie Niedźwiada, siedziba gminy. Sąsiaduje z Brzeźnicą Leśną od północy oraz Niedźwiadą-Kolonią od południa. 
Wieś jest siedzibą rzymskokatolickiej parafii Najświętszego Serca Jezusowego.
W miejscowości znajduje Niepubliczny Zakład Opieki Zdrowotnej. 
Wieś szlachecka położona była w drugiej połowie XVI wieku w powiecie lubelskim województwa lubelskiego, w 1739 roku należała wraz z folwarkiem do klucza Lubartów Lubomirskich. 
W latach 1954–1972 wieś należała i była siedzibą władz gromady Niedźwiada. W latach 1975–1998 miejscowość należała administracyjnie do województwa lubelskiego. 
Administracyjnie na terenie wsi utworzono dwa sołectwa Niedźwiada i Niedźwiada-Kolonia. Według Narodowego Spisu Powszechnego z roku 2011 wieś liczyła 765 mieszkańców.
| SIMC    | Nazwa              | Rodzaj                          |
| ------- | ------------------ | ------------------------------- |
| 0387306 | Niedźwiada-Kolonia | część wsi (przed 2024 r.        |
| 0387312 | Podraga            | część wsi                       |
| 0387329 | Wygnanów           | część wsi (zniesiona w 2023 r.) |

## Przyroda
Ukształtowanie terenu jest głównie równinne, ku południowi przechodzące w faliste, z kulminacją Sebkowej Górki (178 m n.p.m.). W okolicy znajduje się wiele kompleksów leśnych takich jak Las Górecki, Las Kolenicki, Adamszczyzna, Mitros, Wygorzel, Laski, Działy, Choinki, Choina Tarlecka, Zagaj. Są też zbiorniki wodne, np. Białe Piaski i Psiatryń.

## Kopalnia bursztynu
W roku 2019 uruchomiono koło wsi kopalnię odkrywkową, która z głębokości poniżej 15 m eksploatuje eoceński pokład miąższości 7 m osadów zawierających glaukonit i bursztyn (sukcynit). Obie te substancje są w złożu kopalinami użytecznymi. 